# Mein Ende. Dein Anfang.
Mein Ende. Dein Anfang. ist ein Filmdrama von Mariko Minoguchi, das am 30. Juni 2019 im Rahmen des Filmfest München seine Premiere feierte und am 28. November 2019 in die deutschen Kinos kam.

## Handlung
Als sich Nora und Aron an einem verregneten Tag in der U-Bahn begegneten, war es Liebe auf den ersten Blick. Aron glaubte an eine ihnen vorherbestimmte Begegnung.  Sie sind nun zwei Jahre zusammen und immer noch sehr verliebt. Aus Pech geraten sie in einen Banküberfall, auf Aron wird ein Schuss abgegeben, er stirbt in Noras Armen. Sie versucht in den folgenden Tagen ihren Schmerz zu betäuben und neigt zu unvernünftigen Handlungen.
Zweimal wird sie dabei von dem ihr fremden Natan aus brenzligen Situationen gerettet. Natans Tochter Ava ist an Leukämie erkrankt und benötigt eine kostspielige Behandlung, die Natan privat finanzieren muss, nachdem er mit seinem Job als Nachtwächter im Supermarkt auch seine Krankenversicherung verloren hat. Aus Verzweiflung, seiner Tochter nicht helfen zu können, überfällt er zusammen mit seinem Kumpel Maxi die Bank, wobei er derjenige ist, der auf Aron schießt – im Glauben, seine Waffe sei nur mit Platzpatronen geladen.
Nachdem Nora und Natan eine Nacht miteinander verbracht haben, erkennt Nora ihn entsetzt auf einem Überwachungsvideo der Bank wieder und stellt ihm nach, dabei erfährt sie von Avas Krankheit. Um ihre Anwesenheit im Krankenhaus zu erklären, lässt sie sich auf ihre Eignung als Stammzellenspenderin testen. Nachdem ihr klar wird, dass Natan mit dem Banküberfall nur seiner Tochter helfen wollte, verzichtet sie auf jegliche Rache oder Strafverfolgung, zumal sie als Spenderin für Ava in Betracht kommt.
Die drei Teilgeschichten (Nora und Aron, Natan und Ava, Nora und Natan) werden nicht chronologisch, sondern in wechselnden Zeitsprüngen und Rückblenden erzählt, die Geschichte von Nora und Aron sogar rückwärts: Der Film beginnt nach kurzer Einleitung mit dem Banküberfall und Arons Tod. Er endet mit Arons Feststellung bei ihrem Kennenlernen, dass ihre Namen Umkehrungen sind: sein Ende sei ihr Anfang.

## Produktion
Bei Mein Ende. Dein Anfang. handelt es sich um das Spielfilmdebüt von Mariko Minoguchi als Regisseurin, die auch das Drehbuch schrieb, das sie mit Zeitsprüngen versehen hat. Minoguchi nannte ihren Bruder als Hauptinspirationsquelle für den Film, der Physiker ist und sich unter anderem auch mit der Relativitätstheorie und der Quantentheorie beschäftigte. Daher lautet der weltweite, englischsprachige Titel des Films Relativity. Die Frage nach Zufall und Schicksal dominierten Mein Ende. Dein Anfang. folglich von der ersten bis zur letzten Szene, bemerkt Filmkritikerin Antje Wessels. Minoguchi arbeite zwar nicht mit derart drastischen visuellen Stilmitteln wie ihr Kollege Noé, doch genau wie dieser habe auch sie die Wichtigkeit von inszenatorischer Experimentierfreude erfasst, so Wessels weiter, wodurch der Handlungsstrang rund um Noras One-Night-Stand Natan zeitweise fast in den Hintergrund rücke, da man erst weit in der zweiten Filmhälfte von Mein Ende. Dein Anfang. zu verstehen beginnt, von welch enormer Wichtigkeit Natans Eintritt in Noras Leben eigentlich ist.

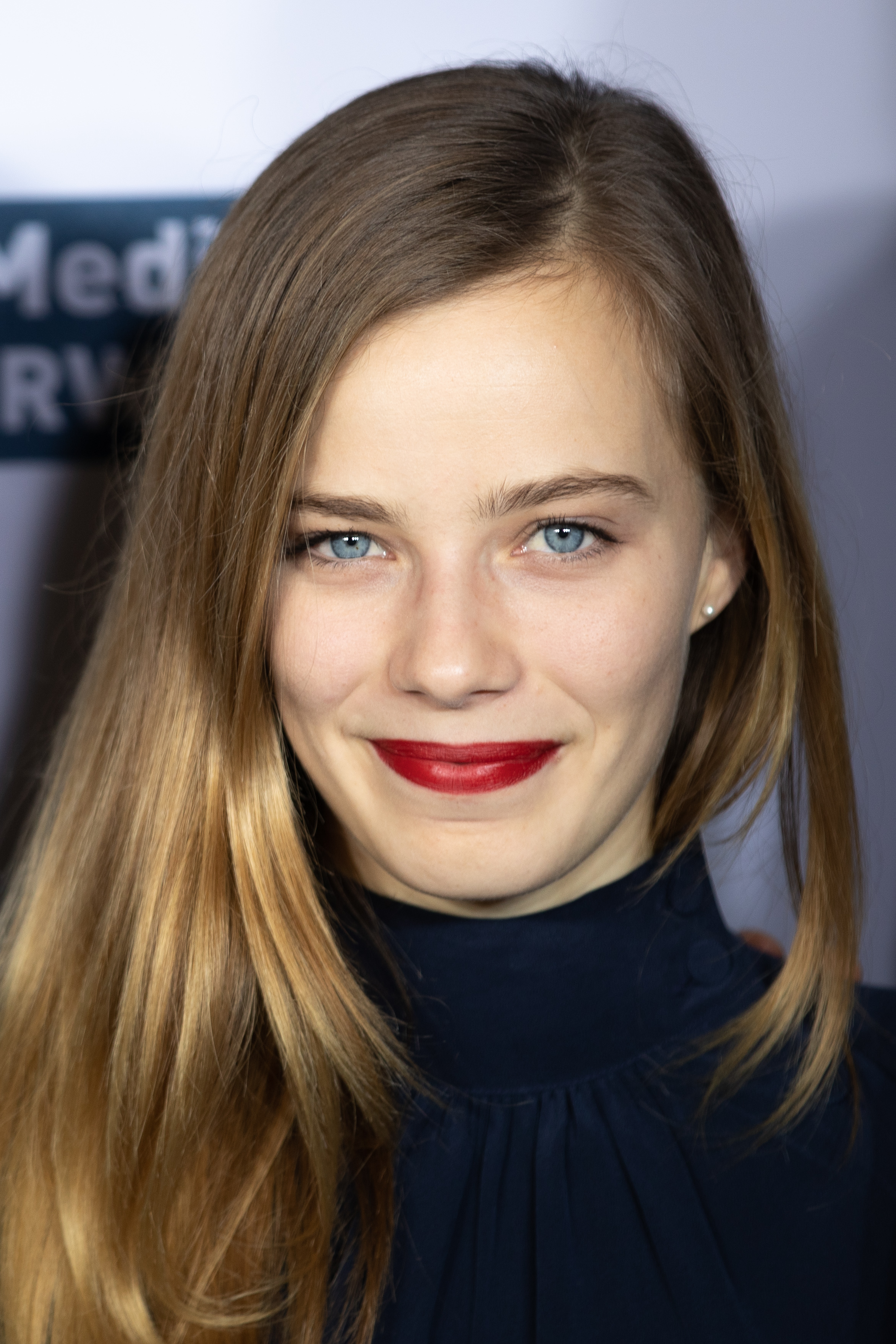
Saskia Rosendahl spielt in der Hauptrolle Nora

Saskia Rosendahl übernahm die Rolle von Nora, Julius Feldmeier spielt ihren Freund Aron und Edin Hasanović den Fremden Natan. Hanns Zischler und Emanuela von Frankenberg spielen Arons Eltern. Jeanette Hain ist in der Rolle von Noras Mutter zu sehen. Leonard Kunz spielt Max, Natans Freund aus Kindertagen.
Der Film erhielt von der Beauftragten der Bundesregierung für Kultur und Medien eine Produktionsförderung in Höhe von 400.000 Euro und vom Deutschen Filmförderfonds in Höhe von 268.000 Euro. Der FilmFernsehFonds Bayern gewährte zudem für den Erstlingsfilm eine Nachwuchsförderung in Höhe von 250.000 Euro.
Die Dreharbeiten fanden zwischen 27. März und 17. Mai 2018 in München statt, mit Julian Krubasik als Kameramann.
Eine erste Vorführung erfolgte am 30. Juni 2019 ebenfalls in München beim dortigen Filmfest. Hiernach wurde er beim London Film Festival und beim Filmfestival Warschau vorgestellt. Am 28. November 2019 kam der Film in die deutschen Kinos. Im Januar 2020 wurde er beim Göteborg Film Festival gezeigt.

## Rezeption

### Kritiken
Frédéric Jaeger schreibt bei Spiegel Online, Mariko Minoguchi überhöhe in ihrem Film das Eigenartige und das Merkwürdige, was ihn zu einer romantischen Erzählung epischen Ausmaßes anwachsen lasse: „Mein Ende. Dein Anfang. ist ein Werk, das sehr darauf vertraut, dass das Kino als Affektraum bespielt werden kann und es dafür Mechanismen gibt.“
Fabien Lemercier vom Online-Filmmagazin Cineuropa hebt in seiner Kritik das äußerst zurückhaltende Drehbuch und den Schnitt in Minoguchis Konzeptfilm als die größten Stärken hervor. Der Film entfalte seine Handlung sorgfältig nach dem Vorbild von Schrödingers Katze, einem Gedankenexperiment aus der Quantenphysik, indem er die Gleichzeitigkeit zweier Zustände, tot und lebendig, voraussetzt, bis dann eine dieser Möglichkeiten zunehmend folgerichtig wird. Auch wenn der Film insgesamt nicht die gleichen künstlerischen Ebenen wie David Lynchs Mulholland Drive erreiche, für Lemercier ein Referenzfilm, in dessen Erzählung die Zeit ebenfalls manipuliert wird, und der Zuschauer auch ziemlich schnell erraten könne, wie die beiden Geschichten miteinander verbunden sind, erfülle Minoguchis Spielfilmdebüt seine konzeptionellen Ziele bis zur Perfektion, was von einer vielversprechenden Reife dieser jungen Filmemacherin zeuge.
Die Filmkritikerin Antje Wessels schreibt, neben einem teilweise etablierten Ensemble gehöre die Bühne in Mein Ende. Dein Anfang. ganz den herrlich unprätentiös aufspielenden, sich komplett in den Dienst ihrer emotional aufgeladenen Rollen stellenden Darstellern Saskia Rosendahl, Julius Feldmeier und Edin Hasanović. Auch wenn sie nie zusammen auf der Leinwand zu sehen seien, ergänzten sie sich dennoch hervorragend.

### Auszeichnungen (Auswahl)
Mein Ende. Dein Anfang. wurde Anfang Januar 2020 in die Vorauswahl für den Deutschen Filmpreis aufgenommen. Im Folgenden eine Auswahl weiterer Nominierungen.
Deutscher Filmpreis 2020
- Nominierung für den Besten Schnitt (Andreas Menn)

Filmfest München 2019
- Nominierung für den Förderpreis Neues Deutsches Kino – Regie (Mariko Minoguchi)
- Nominierung für den Förderpreis Neues Deutsches Kino – Produktion (Trini Götze und David Armati Lechner)
- Nominierung für den Förderpreis Neues Deutsches Kino – Drehbuch (Mariko Minoguchi)[7]

Filmkunstwochen München 2020
- Auszeichnung mit dem Starter-Filmpreis (Mariko Minoguchi)[8]

London Film Festival 2019
- Nominierung für den Sutherland Award im First Feature Competition (Mariko Minoguchi)[9]

Preis der deutschen Filmkritik 2019
- Auszeichnung als Bestes Spielfilmdebüt (Mariko Minoguchi)[10]
- Nominierung als Beste Darstellerin (Saskia Rosendahl)
- Nominierung als Bester Darsteller (Leonard Kunz, auch für Das schönste Paar)
- Auszeichnung für das Beste Drehbuch (Mariko Minoguchi)
- Nominierung für den Besten Filmschnitt (Andreas Menn)[11]